# Kysak (stacja kolejowa)
Kysak (słow. Železničná stanica Kysak) – stacja kolejowa w miejscowości Kysak, w kraju koszyckim, na Słowacji pod adresem Kysak 797. Otwarta w 1870 roku, stanowi ważny węzeł kolejowy, gdzie łączą się linie kolejowe nr 180 Żylina-Koszyce i 188 biegnąca przez Preszów do Muszyny w Polsce.
Stacja jest obecnie własnością Železnice Slovenskej republiky (ŽSR); a jest obsługiwana przez Železničná spoločnosť Slovensko (ZSSK).

## Historia
Stacja została otwarta w dniu 1 września 1870 roku po inauguracji odcinka linii Koszyce-Preszów.
12 marca 1872 stała się stacją węzłową po otwarciu odcinka Kolei Koszycko-Bogumińskiej do Nowej wsi Spiskiej.

## Linie kolejowe
- 180 Żylina-Koszyce
- 188 Muszyna-Preszów-Kysak